# Вишни Славков
Вишни Славков (слч. Vyšný Slavkov) насељено је мјесто са административним статусом сеоске општине (слч. obec) у округу Љевоча, у Прешовском крају, Словачка Република.

## Становништво
| Година:    | 1994. | 2004.   | 2014.    | 2024.   |
| ---------- | ----- | ------- | -------- | ------- |
| Број људи: | 358   | 336     | 284      | 258     |
| Разлика:   |       | -6,14 % | -15,47 % | -9,15 % |

| Година:    | 2023. | 2024.   |
| ---------- | ----- | ------- |
| Број људи: | 263   | 258     |
| Разлика:   |       | -1,90 % |

Према подацима о броју становника из 2011. године насеље је имало 298 становника.